# Merlin Sandmeyer

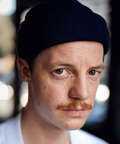
Merlin Sandmeyer (2022)

Merlin Gordian Sandmeyer (* 1990 in Saarbrücken) ist ein deutscher Schauspieler.

## Leben
Merlin Sandmeyer wurde 1990 in Saarbrücken geboren und besuchte dort die Freie Waldorfschule, wo er erste Theatererfahrungen sammelte. Nach der Schulzeit wirkte er am Saarländischen Staatstheater als Regieassistent und Musiker; darüber hinaus spielte er in einigen Produktionen selbst mit. Er studierte von 2012 bis 2016 Schauspiel an der Otto Falckenberg Schule in München und spielte dort nebenbei auch an den Münchner Kammerspielen. Er wechselte nach dem Studium an das Wiener Burgtheater, wo er von 2016 bis 2019 zum Ensemble gehörte. Anschließend ging er nach Hamburg und ist seit 2019 Mitglied im Ensemble des Thalia Theaters.
Im Jahr 2021 war er in dem Fernsehfilm Ruhe! Hier stirbt Lothar neben Jens Harzer in der Rolle des Ansgar zu sehen. Außerdem war er in der Amazon-Prime-Mockumentary Die Discounter zu sehen. 2024 wurde bekannt, dass Merlin Sandmeyer in der Fortsetzung von Der Schuh des Manitu mitspielen wird.
Merlin Sandmeyer ist verheiratet und hat mit seiner Frau einen Sohn. Die Familie lebt in Hamburg. Sein Bruder Fridolin Sandmeyer ist ebenfalls Schauspieler.
Sandmeyers Markenzeichen ist sein rötlicher Oberlippenbart. Bislang ließ sich dieser in alle Rollen einbauen, er musste ihn noch nie abnehmen, wenn er gebucht wurde.

## Theater
- 2016–2019: Burgtheater (Wien)
- seit 2019: Thalia Theater (Hamburg)

## Filmografie
- 2021: Ruhe! Hier stirbt Lothar
- 2021: Ich und die Anderen (Fernsehserie)
- 2021–2024: Die Discounter (Fernsehserie)
- 2022: Die Kanzlei (Fernsehserie, Folge Spurlos)
- 2023: SOKO Hamburg (Fernsehserie, Folge Glamour, Girls!)
- 2023: Unsere wunderbaren Jahre (Fernsehserie, Staffel 2)
- 2023: Hammerharte Jungs
- 2024: Notruf Hafenkante (Fernsehserie, Folge Wolle und Feines)
- 2024: Sexuell verfügbar (Fernsehserie)
- 2024: Sarah Kohr (Fernsehkrimireihe, Folge Zement)
- 2024: Disko 76 (Streaming-Serie)
- 2024: Feuerwehrfrauen: Phönix aus der Asche (Fernsehreihe)
- 2024: Feuerwehrfrauen: Heim gesucht (Fernsehreihe)
- 2025: Warum ich? (Fernsehserie)
- 2025: Das Kanu des Manitu

## Auszeichnungen
- 2015: O.-E.-Hasse-Preis (Akademie der Künste Berlin) – Auszeichnung für Nachwuchsdarsteller
- 2015: Marina-Busse-Solo-Preis – Auszeichnung für schauspielerische Einzelleistung
- 2017: Nestroy-Theaterpreis/Bester Nachwuchs – Nominierung
- 2019: Boy-Gobert-Preis – Auszeichnung für Nachwuchsschauspieler an Hamburger Bühnen
- 2022: Goldener Otto – Auszeichnung für extravagante schauspielerische Leistung in Die Discounter
- 2024: Deutscher Schauspielpreis 2024 – Auszeichnung in der Kategorie Schauspieler in einer komödiantischen Rolle für Die Discounter (Staffel 3)[11]
- 2024 Theaterpreis Hamburg – Rolf Mares für die „Herausragende Darstellung“ der Rolle des Josef K. in Der Prozess am Thalia Theater